# ستيف فوكس
ستيف فوكس (باليابانية: スティーブ・フォックス، بالروماجي: Sutību Fokkusu)، ولد في مختبر في أستراليا؛ ولد لنينا ويليامز. بعد أن فشلت نينا في اغتيال كازويا ميشيما، أمسك هيهاتشي ميشيما بها واستعملها كمادة اختبار لدراسات النوم البارد. ولدت نينا بستيف خلال تلك الفترة من خلال الإخصاب في المختبر. كونه بطل ملاكمة لايهزم، حصل ستيف على كل مايريده؛ الاستثناء الوحيد هو المعلومات عن ماضيه. في أحد الأيام، نظمت المافيا قتالاً يكون ستيف هو الخاسر. بعد رفضه للتعاون معهم، فاز ستيف بدلاً من الخسارة. مع مطاردة المافيا له، هرب ستيف إلى أمريكا، لكن أدرك أنه أينما ذهب؛ فإن المافيا سيطاردونه ولن يستطيع معرفة ماضيه. شارك ستيف في بطولة ملك القبضة الحديدية 4 ليضع نفسه في موقع الحدث ويجد الإجابات التي سعى نحوها. رغم عدم فوزه بالبطولة، إلا أنه علم بأن نينا ويليامز هي والدته. طوال المدة، تعاون ستيف مع ليه وولونغ، الذي كان يحاول أيضا لتخريب جرائم العصابة ذاتها. قبل أن يُعرف كمخرج، قام الممثل إزرا جي ستانلي بأداء صوت ستيف فوكس، متكلماً باللهجة البريطانية للإصدار الأمريكي لتيكن 4. بعد شهرين من انتهاء البطولة الرابعة، أُعلنت بطولة ملك القبضة الحديدية 5. شارك ستيف في البطولة، هذه المرة من أجل تدمير معهد أبحاث ميشيما زايباتسو، ناذراً بأن «ميشيما زايباتسو لن تصنع وحشاً آخر مثله». على الرغم من خسارته بالبطولة، عثر ستيف على معهد أبحاث ميشيما زايباتسو وقام بتدميره. وأنهى شعوره بالاستياء الذي استمر لفترة طويلة. كان ستيف ينوي العودة إلى عالم الملاكمة ثانية، ولكن أغلبية اجتماعات الملاكمة الكبرى ألغيت بسبب الحرب التي هددت العالم. ستيف، الذي لم يملك شيئاً غير الملاكمة خسر عمله وشغفه بالملاكمة، وأصيب بالإحباط. بعد ذلك بفترة وجيزة، استلم ستيف دعوة للتدرب جنباً إلى جنب مع مارشال لاو وباول فينيكس. ستيف، الذي أُعجب بفكرة التدرب على الفنون القتالية، وافق على الطلب.
في الفيلم الحي تيكن، قام الممثل والمغني البريطاني لوك غوس بأداء دور ستيف. في تباين مع شخصية لعبة الفيديو، نسخة ستيف في الفيلم مقاتل معتزل وأكبر سناً بدون علاقة مع نينا. شاهد ستيف جين كازاما يتغلب على مارشال لاو، وصار داعم جين في بطولة ملك القبضة الحديدية، وصار أيضاً صديق ومدرب المقاتل الشاب. قُتل على يد جاك هامرز أثناء تحريره لجين والمشاركين الآخرين من السجن.
وفقاً لآي جي إن، أثناء فترة من مراحل التطوير كان ستيف يُعرف باسم دين إيرويكر. في تيكن، ستيف فوكس ملاكم سريع جداً، لكنه لايقدر على أداء أي ركلات.
تأكد أن ستيف فوكس سيكون أحد المقاتلين الذين سيظهرون في اللعبة القادمة ستريت فايتر X تيكن.

## وصلات خارجية
- تيكن ويكي
- تيكنبيديا الإنجليزية نسخة محفوظة 3 نوفمبر 2013 على موقع واي باك مشين.